# Pierre Lechantre
Pierre Lechantre (ur. 2 kwietnia 1950 w Lille) – francuski piłkarz, po zakończeniu kariery piłkarskiej trener.

## Kariera piłkarska
Pierre Lechantre karierę piłkarską rozpoczął w Lille OSC, w którym zadebiutował w Ligue 1 w 1967. W latach 1970–1975 występował w pierwszoligowym FC Sochaux-Montbéliard. W sezonie 1975–76 był zawodnikiem AS Monaco, z którym spadł do Ligue 2. Po odejściu z Monaco został zawodnikiem Stade Lavallois, gdzie występował w latach 1976–1979.
W latach 1979–1980 był zawodnikiem pierw RC Lens i Olympique Marsylia. W ostatnich latach kariery grał w klubach spoza Ligue 1: Stade de Reims, Red Star Paryż i Paris FC, w którym zakończył karierę w 1989.

## Kariera trenerska
Jeszcze będąc piłkarzem Lechantre został trenerem w Paris FC. W latach 1999–2001 był selekcjonerem reprezentacji Kamerunu. Z Kamerunem zdobył Puchar Narodów Afryki 2000. Z posady selekcjonera odszedł w czerwcu 2001, po nieudanym starcie w Pucharze Konfederacji, gdzie Kamerun nie wyszedł z grupy. W 2002–2003 był selekcjonerem reprezentacji Kataru, a w 2005–2006 reprezentacji Mali.
W latach 2006–2007 trenował katarski klub Al Rajjan, z którym zdobył Puchar Kataru w 2006. W latach 2007–2008 prowadził marokański klub Maghreb Fez. W 2010 był trenerem tunezyjskiego klubu Club Sportif Sfaxien. Następnie prowadził Al-Arabi SC, Al-Ittihad Trypolis, reprezentację Konga i Simba SC.